# کانال ۵
کانال ۵ (انگلیسی: Canale 5) یک شبکه تلویزیونی متعلق به شرکت مدیاست است که در کشور ایتالیا پخش میشود.
این شبکه در سال ۱۹۸۰ تاسیس شده مقر آن در در شهر میلان است و به زبان ایتالیایی و به صورت اچ‌دی برنامه پخش میکند.